# Emma Susana Speratti-Piñero
Emma Susana  Speratti-Piñero (* 1919 in Buenos Aires; † 1990 in Norton, Bristol County) war eine argentinische Romanistin und Hispanistin, die in Mexiko und in den Vereinigten Staaten wirkte.

## Leben und Werk
Emma Speratti studierte in Buenos Aires bei Pedro Henríquez Ureña, Raimundo Lida und María Rosa Lida de Malkiel. Sie ging 1952 nach Madrid und 1953 nach Mexiko-Stadt. Dort wurde sie 1955 promoviert. Sie lehrte Literatur am Mexico City College, dann von 1959 bis 1964 an der  Universität von San Luis Potosí (Stadt), schließlich 1964 an der Universidad de Sonora in Hermosillo. Von dort ging sie in die Vereinigten Staaten und lehrte von 1965 bis zu ihrem Tod am Wheaton College (Massachusetts) in Norton. Sie genoss ein Henry-Ford-Stipendium (1969–1970), sowie ein Guggenheim-Stipendium (1971–1972).

## Veröffentlichungen
- Los americanismos en "Tirano Banderas", in: De Filología 2, 3, 1950, S. 225–291
- (Hrsg.) Inca Garcilaso de la Vega, La Florida del Inca, Mexiko/Buenos Aires 1956
- mit Ana María Barrenechea: La literatura fantástica en Argentina, Mexiko 1957
- (Hrsg.) Domingo Faustino Sarmiento, Facundo, Mexiko 1957, 1972
- La elaboración artística en Tirano Banderas, Mexiko 1957 (Dissertation zu Valle-Inclán)
- Jorge Luis Borges, San Luis Potosí (Stadt) 1959 (22 Seiten)
- (Hrsg.) Pedro Henríquez Ureña, Obra crítica, Mexiko 1960, 1981, 2001 (Vorwort von Jorge Luis Borges)
- De sonata de otoño al esperpento. Aspectos del arte de Valle-Inclán, London 1968
- El ocultismo en Valle-Inclán, London 1974
- Pasos hallados en el reino de este mundo, Mexiko 1981 (Alejo Carpentier)